# 聖詹姆士宮宣言
《聖詹姆士宮宣言》（英語：Declaration of St James's Palace）又稱《倫敦宣言》（英語：London Declaration），是在第二次世界大戰期間同盟國第一份關於其目標和原則的聯合聲明。該宣言由第一次同盟國間會議的十四個與會方於1941年6月12日共同發表，並以舉辦會議的倫敦聖詹姆士宮命名。
聖詹姆士宮宣言共有十四個締約方，其中包括了英國、四個共同交戰的大英國協自治領（加拿大、澳洲、紐西蘭和南非）、八個流亡政府（比利時、捷克斯洛伐克、希臘、盧森堡流亡政府、荷蘭、挪威、波蘭、南斯拉夫）及自由法國政府。宣言闡明了同盟國將繼續與德國和意大利等軸心國作戰的承諾，並確立了作為未來和平基礎的多項原則。

## 背景
在法國戰役後，波蘭、比利時、荷蘭和盧森堡的流亡政府分別駐紮於倫敦，與英國政府協調一同抵抗軸心國。夏爾·戴高樂在倫敦發表的演說《6月18日呼籲》則是自由法國運動的開端。隨著其與英國越發緊密的聯繫，愛德華·貝奈斯在倫敦建立的捷克斯洛伐克全國解放委員會亦於1941年獲英國承認為捷克斯洛伐克臨時政府。
1941年6月1日，巴爾幹戰役以軸心國控制希臘王國和南斯拉夫王國告終。兩國政府均流亡外地：以南斯拉夫國王彼得二世為首的南斯拉夫流亡政府與其他同盟國流亡政府一樣駐紮倫敦，希臘國王喬治二世則在埃及開羅建立流亡政府。
倫敦作為當時唯一一個未被軸心國佔領的歐洲國家的首都，因此成為了同盟國活動的中心。直至1941年6月，德軍已經連續十一個月攻打倫敦（即不列顛戰役），並曾經歷過了倫敦大轟炸。

## 內容與影響
聖詹姆士宮宣言共作出了三項決議。締約各方確認了他們之間的同盟，承諾將在對抗德國和意大利的戰爭中竭盡所能、相互協助。各國也保證不會與軸心國獨自和解，並聲明不會在軸心國的威脅結束前與其和解。第三項決議則是同盟國將致力於以「自由人民自願合作」且「所有人都可以享有經濟和社會保障」為基礎的和平。
宣言是同盟國首次就戰後的世界秩序願景所發表的聲明。1941年8月，英國與美國在《大西洋憲章》中更詳細的闡述了這一願景。在同年9月舉行的第二次同盟國間會議上，包括蘇聯駐英大使伊萬·麥斯基在內的與會方共同發表了擁護大西洋憲章的決議。
1941年2月，共26個國家簽署了聯合國家宣言，支持聖詹姆士宮宣言中所提出的原則，並承諾將共同抵抗軸心國，被視為現代聯合國的基礎。